# László Levente
László Levente (Kolozsvár, 1940. június 5. – Kaposvár, 2004. december 15.) festő, tanár.

## Életútja
A szegedi és a pécsi Tanárképző Főiskolákon tanult. 1963-ban Petőfi-illusztrációkért megkapta a centenáriumi díjat. 1963-tól szerepelt a somogyi képzőművészek kiállításain, több egyéni és csoportos tárlata is volt. Több évig részt vett a tapolcai, a gyulai és kőszegi pedagógus művésztelepeken, majd a kaposvári Iparművészeti Szakközépiskola tanára volt. 1998-ban Amerikában járt, melynek során hatást gyakoroltak rá az ősi indián kultúra emlékei.

## Egyéni kiállítások
- 1979 • Fáklya Klub, Budapest
- 1983 • Vénkerti Kisgaléria, Hajdúböszörmény
- 1995 • Szín-Folt Galéria, Kaposvár
- 1998 • Kaposfüredi Galéria, Kaposvár. Válogatott csoportos kiállítások

## Válogatott csoportos kiállítások
- 1963-tól a Somogyi képzőművészek kiállításai
- 1997-től a Kapos-Art Képző- és Iparművészeti Egyesület kiállításai
- 1997 • Intergraf Nemzetközi Grafikai Kiállítás, Udine (OL)